# 九龍巴士284線
九龍巴士284線是香港一條來往沙田市中心及濱景花園的循環線。

## 歷史
本路線前身可追溯至1985年10月13日起投入服務的281線（沙田市中心↔富豪花園），採用亞比安豪華巴士，直至1988年7月18日停止服務，改由本線取代，亦象徵第一代豪華巴士（亞比安）正式全面退役。 
- 1988年7月18日：本線投入服務，來往濱景花園及沙田市中心。
- 2010年6月13日：為使碧濤花園居民可於翠湖花園落車，免除從濱景花園總站步行回寓所之苦，本線改為循環運作，以沙田市中心為起點。
- 2015年6月27日：增設到站時間預報。[3]

## 服務時間及班次
| 沙田市中心開         | 沙田市中心開 | 沙田市中心開 |
| 日期                 | 服務時間     | 班次（分鐘） |
| -------------------- | ------------ | ------------ |
| 星期一至五           | 06:00-07:00  | 15           |
| 星期一至五           | 07:00-09:00  | 12           |
| 星期一至五           | 09:00-16:00  | 15           |
| 星期一至五           | 16:00-17:00  | 12           |
| 星期一至五           | 17:00-20:00  | 10           |
| 星期一至五           | 20:00-00:00  | 15           |
| 星期六、日及公眾假期 | 06:00-09:00  | 20           |
| 星期六、日及公眾假期 | 09:00-16:00  | 15           |
| 星期六、日及公眾假期 | 16:00-22:00  | 12           |
| 星期六、日及公眾假期 | 22:00-00:00  | 20           |

## 收費
全程：$4.3
| - 本線設有12歲以下小童及65歲或以上長者半價優惠。 - 65歲或以上香港居民使用「樂悠咭」，以及12歲以下合資格殘疾兒童使用「殘疾人士身份」個人八達通繳付車資，均可享有每程$2.0或半價（以較低者為準）的票價優惠；12至64歲合資格殘疾人士使用「殘疾人士身份」個人八達通（包括「樂悠咭」），以及60至64歲香港居民使用「樂悠咭」繳付車資，均可享有每程$2.0或全費（以較低者為準）的票價優惠。 - 65歲或以上長者如使用長者或一般個人八達通繳付車資，則只可享有半價優惠；12至64歲合資格殘疾人士如不使用「殘疾人士身份」個人八達通，以及60至64歲人士如不使用「樂悠咭」繳付車資，必須繳付全費。 - 乘客可以現金或八達通於上車時付款，不設找續。 - 每位成人乘客可免費攜帶最多兩名4歲以下而不佔座位的兒童乘客乘車，超額之4歲以下小童必須繳付小童車費乘車。 - 持有「九巴月票」之乘客在車票有效期內，每日可享最多10程任何九龍巴士及龍運巴士路線（包括本路線，以及聯營路線的九龍巴士／龍運巴士提供的班次；惟乘搭機場「A」及「NA」線則可享原價二七折優惠（不會計算每天10次合資格車程））；而B1線則每日可享最多各2程（不會計算每天10次合資格車程）。 - 九龍巴士、城巴、龍運巴士及陽光巴士全職員工及家屬（不包括外判職員）可免費乘搭本路線，惟必須拍職員或職員家屬八達通。 - 乘客亦可透過多元化電子支付系統（e度嘟）繳付車資，包括使用非接觸式VISA卡、JCB卡、萬事達卡、銀聯卡、美國運通、大來國際、Discover Card、Apple Pay、Google Pay、Samsung Pay、AlipayHK「易乘碼」、支付寶、WeChatHK／微信支付「搭車碼」、銀聯雲閃付「乘車碼」及BOC Pay「乘車碼」。乘客使用此付款方式，使用此支付方式的乘客可享有中途下車之分段收費，以及與其他九巴／龍運獨營路線或聯營線九巴／龍運班次之轉乘優惠，惟不適用於與非九巴／龍運路線之轉乘優惠，亦不能享有「公共交通費用補貼計劃」及「長者及合資格殘疾人士公共交通票價優惠計劃」。 |

### 八達通轉乘優惠
由本線於登車後2小時內轉乘88線，次程可獲$4.2的折扣優惠，或由上述路線轉乘本線，則免費轉車。

## 行車路線

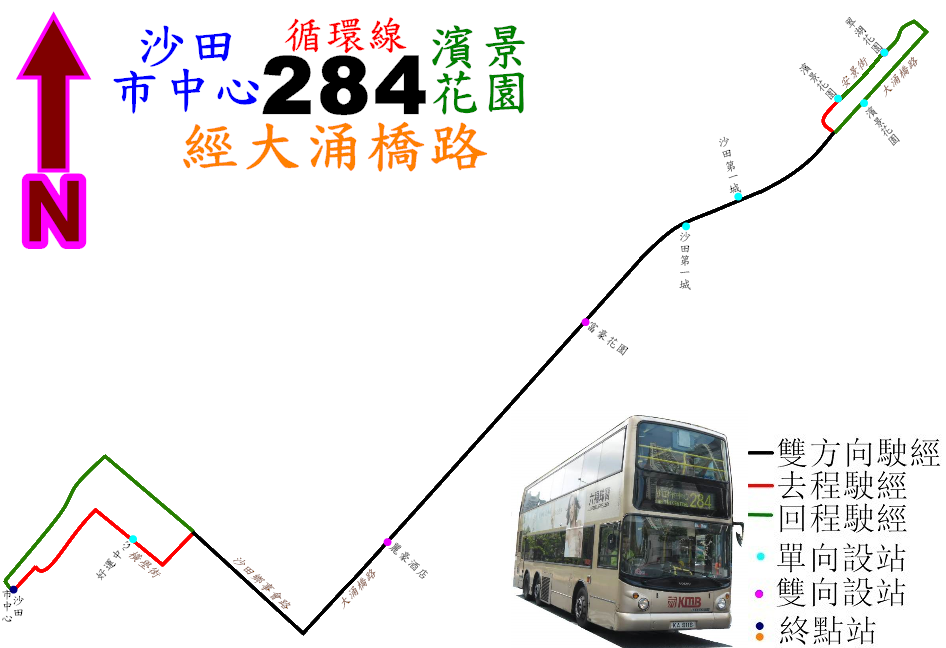
本線的走線圖

經：沙田正街、橫壆街、源禾路、沙田鄉事會路、大涌橋路、安景街、未命名路、大涌橋路及沙田鄉事會路。
具體停站請參考資訊框。

## 小資料
本路線是沙田區首條獲派空調巴士服務的路線，開辦時以豐田Coaster 24座位小巴行走。

## 展望
根據2012年8月27日明報報導，九巴計劃於2014年引入第2代超級電容巴士gBus²行走本線，九巴已與中電達成共識，在本線設供電網絡，供超級電容巴士行走。但巴士至2017年3月尾才正式投入服務。

## 外部連結
- 九巴284線官方網站路線資料
- 郭炳華. . 香港: 80M巴士專門店. 2010年. ISBN 962-8686-95-X.
- 《二十世紀新界（東）區巴士路線發展史》，ISBN 9789628414642，BSI (香港)，139頁